# Sillian
Sillian est une commune (Marktgemeinde) autrichienne du district de Lienz dans le Tyrol.

## Géographie

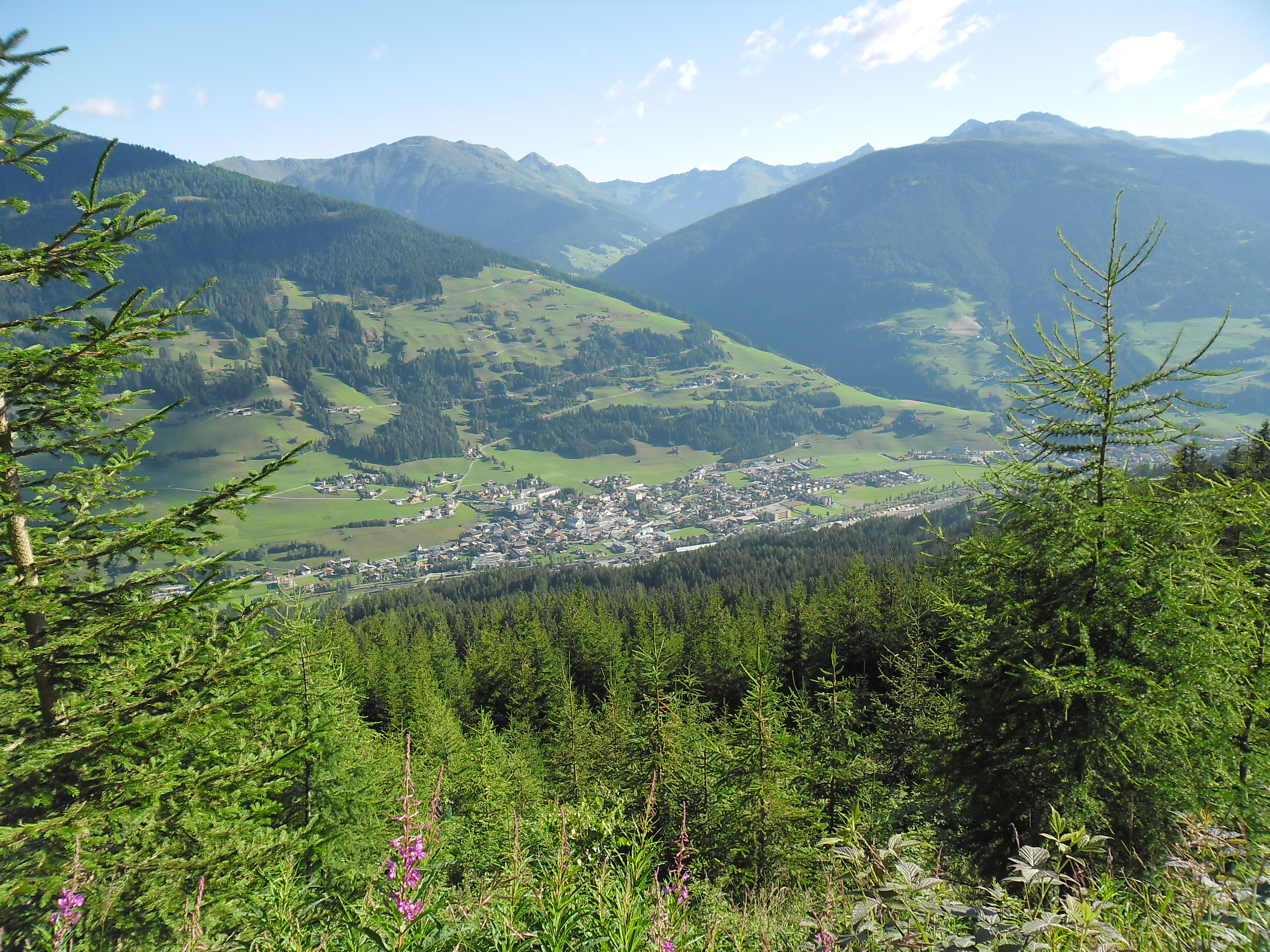
Vue sur Sillian et le val Pusteria.

Le territoire communal s'étend dans la partie supérieure du val Pusteria (Pustertal) séparant les Hohe Tauern au nord des Alpes carniques au sud. À l'ouest se situe la frontière du Tyrol oriental avec le Tyrol du Sud en Italie. Silian se trouve au pied du Thurntaler culminant à 2 404 m d’altitude, la Drave coule au sud du lieu principal.

## Histoire
Pendant le Haut Moyen Âge, les domaines dans le val Pusteria appartenaient au duché de Bavière ; en 769, le duc Tassilon III les transmet à l'abbé du monastère d'Innichen. Les sources citent le nom Silano depuis l'an mil, pour la première fois dans un acte de l'évêque de Brixen.
L'église paroissiale de l'Assomption est mentionnée dans un document de 1326. Sillian obtint le droit de tenir marché par le comte Léonard de Goritz en 1469. Après l'extinction des Goritz en 1500, la seigneurie passa à l'archiduc Maximilien d'Autriche.
Jusqu'en 1918, Sillian hébergeait une garnison des forces terrestres impériale et royale de l'Autriche-Hongrie. Après la Première Guerre mondiale, par le traité de Saint-Germain-en-Laye, la région à l'ouest de Sillian (le Tyrol du Sud) est rattachée au royaume d'Italie.

## Personnalités liées à la commune
- Rosa Stallbaumer (1897-1942), résistante au nazisme.